# Die Sonne und die Frösche

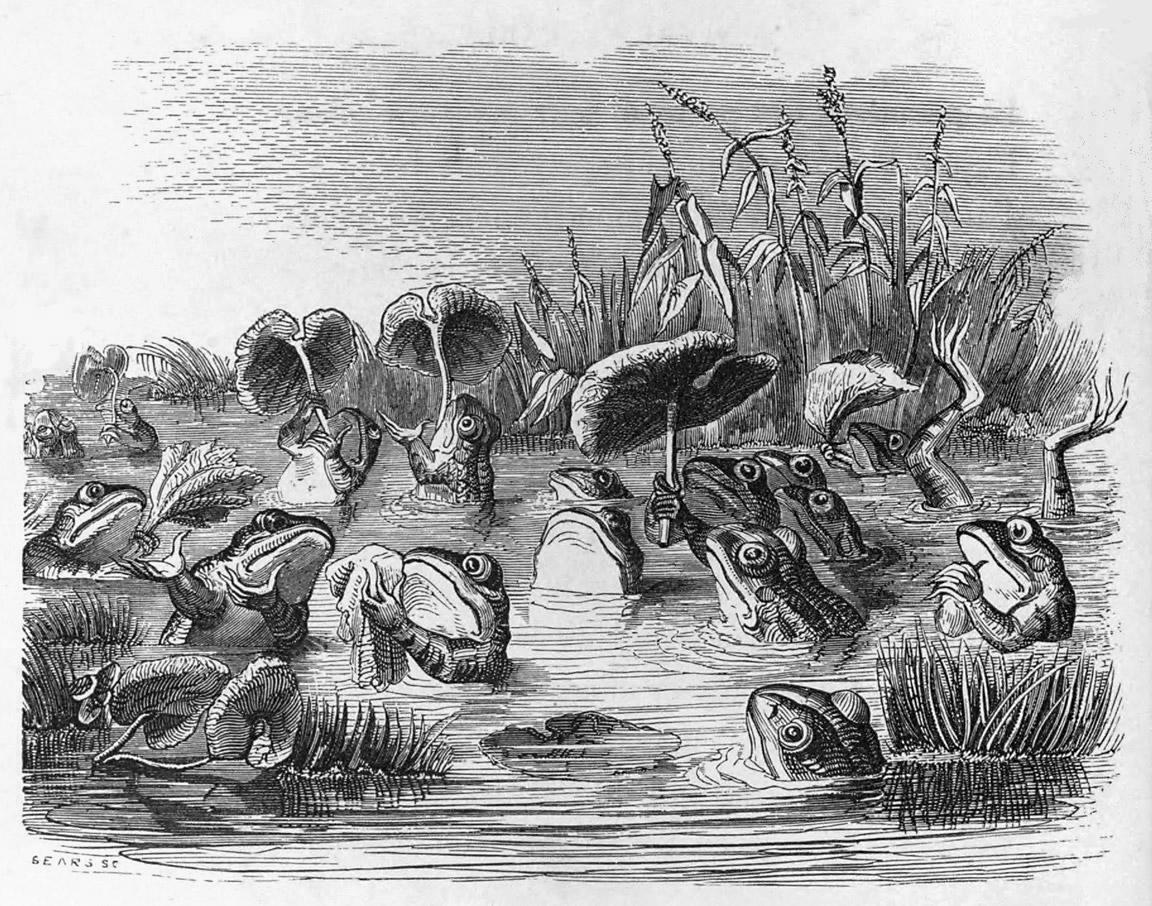
Le soleil et les grenouilles

Die Sonne und die Frösche (franz. Le Soleil et les Grenouilles) ist die zwölfte Fabel im sechsten Buch der Fabelsammlung des französischen Dichters Jean de La Fontaine.
La Fontaine hatte wohl mit dieser Fabel eine weitere politische Satire beabsichtigt, wie in seiner bereits veröffentlichten Fabel Die Frösche die einen König haben wollen, und mit ganz ähnlichem Stoff auch in Der Rat der Ratten und Die Katze und eine alte Ratte. Vermutlich aus ästhetischen Bedenken hatte er diese Fabel jedoch von einer Veröffentlichung zurückgezogen, da in „Le soleil et les grenouilles“ unter der Sonne der König und unter den Fröschen die am Wasser wohnenden Holländer zu verstehen sind.

## Inhalt und Vorgängerversionen
Der Fabulist greift – wie in den meisten seiner Fabeln – auf eine altertümliche Anekdote zurück: Einst gerieten die Frösche in helle Aufruhr, als sie erfuhren, dass die Sonne heiraten wollte. Da die Hitze der Sonne den Fröschen schon immer Schwierigkeiten machte, befürchteten sie nun, dass die Sonne Kinder bekommen würde, und die Hitze mehrerer Sonnen die Sümpfe und Tümpel vollständig austrocknen werde, was den sicheren Tod der Frösche bedeuten würde.
La Fontaines Fabel beginnt damit, dass bei der Hochzeit eines Tyrannen die jubelnden Gäste ihre Sorgen im Wein ertränken und dass schon Äsop diese Leute als dumm schalt, so viel Freude zu zeigen. Darauf folgt die Geschichte von den Fröschen und der Sonne, mit der Schlussfolgerung, dass die Sorge der Frösche berechtigt war. In La Fontaines Version steht die Sonne für einen Tyrannen und ermöglicht die Parallele zu dem halben Dutzend Kinder der Sonne.
In der Version von Äsop erwähnt der Erzähler die Geschichte von der Sonne und den Fröschen, als sein diebischer Nachbar eine pompöse Hochzeit feiert. Bei Phaedrus fühlt sich Jupiter von dem Gequake der Frösche gestört, sodass er nach dem Grund des Lärms fragt. Daraufhin nennt er die jubelnden Frösche Dummköpfe, da sie nicht bedenken, dass die Nachkommen der Sonne ihre Lebensgrundlage noch mehr gefährden würden.